# Sokol Kacani
Sokol Kacani (* 16. Februar 1984 in Fier) ist ein ehemaliger albanischer Fußballspieler.

## Karriere
In der Jugend spielte Kacani für Apolonia Fier, KS Dinamo Tirana und den FC Augsburg. Im Sommer 2003 wechselte der Stürmer zum Linzer ASK nach Österreich. Über Blau-Weiß Linz und Rot-Weiß Erfurt kam er während der Saison 2005/06 zu den Stuttgarter Kickers, wo er zunächst in der 2. Mannschaft eingesetzt wurde. Nach zwölf Toren in 23 Oberligaspielen in der Saison 2006/07 rückte der Stürmer in die erste Mannschaft auf. Mit ihr qualifizierte er sich 2008 für 3. Liga. Sein Profidebüt gab Sokol Kacani im August 2008, bei der 0:2-Heimniederlage der Kickers gegen Fortuna Düsseldorf, als er in der 70. Minute eingewechselt wurde. Im Juli 2009 schloss sich Kacani dem Regionalliga-Aufsteiger SpVgg Weiden an. Aufgrund der Insolvenz des oberpfälzischen Fußballvereins wurde zum 1. Dezember 2010 der Spielbetrieb eingestellt und der Vertrag mit Sokol Kacani aufgelöst. Anschließend wechselte er im Januar 2011 zum Ligakonkurrenten SG Sonnenhof Großaspach. In der Saison 2011/12 war er mit 13 Toren in 30 Einsätzen hinter Sturmpartner Matthias Morys zweitbester Torschütze der SG, die Spielzeit endete für ihn jedoch mit einem Kreuzbandriss. Im Januar 2013 übernahm Kacani für den Rest der Saison den Posten des Co-Trainers bei der SG. Seit Sommer 2013 ist Kacani als spielender Co-Trainer bei der SG Schorndorf aktiv.
Sokol Kacani bestritt fünf Spiele für die U17-Nationalmannschaft Albaniens. Dabei schoss er acht Tore. Zudem war er Kapitän des albanischen U-21-Nationalteams, für das er insgesamt 23-mal auflief.